# Drepanophycales
Drepanophycales foi uma ordem de plantas vasculares existente no período Devoniano (410 - 360 maa). Ela surgiu no Devoniano inferior,  evoluindo da classe Zosterophyllopsida e foi extinta no Devoniano Superior.

## Morfologia e fósseis
Eram plantas com esporos, possuíam rizoma horizontal de onde todos os caules verticais eram advindos. Algumas espécies possuíam espinhos e podiam chegar a vários metros de altura, enquanto outras poderiam ter 0,5m de altura apenas. Fósseis destas espécies foram encontrados na China, Austrália, Europa e América do Norte.

## Parentescos e Famílias
Possuía as famílias Asteroxylaceae e Drepanophycaceae. A ordem Lycopodiales evoluiu da Drepanophycales e possui representantes atuais.